# Nucli històric tradicional de Sedaví
El Nucli històric tradicional de Sedaví és un conjunt arquitectònic situat al municipi de Sedaví. És Bé de Rellevància Local amb identificador nombre 46.16.223-002.